# هانز أغبو
هانز أغبو (بالفرنسية: Hans Agbo)‏ (مواليد 26 سبتمبر 1967) هو لاعب كرة قدم. يلعب مع منتخب الكاميرون لكرة القدم. سبق له أن لعب في كأس العالم لكرة القدم مع منتخب بلاده.

## روابط خارجية
- هانز أغبو على موقع الاتحاد الدولي (مؤرشف)  (الإنجليزية)
- هانز أغبو على موقع قاعدة بيانات كرة القدم.إي يو (الإنجليزية)
- هانز أغبو على موقع ناشيونال فوتبول تيمز (الإنجليزية)
- هانز أغبو على موقع عالم كرة القدم.نت (الإنجليزية)